# Яцек Бродовський
Яцек Бродовський (пол. Jacek Brodowski; 5 липня 1943, Краків) – польський графічний дизайнер, ілюстратор і джазовий музикант.

## Біографія
У Кракові відвідував початкову школу, але середню освіту здобув вже у Варшаві, в 4-ій ЗОШ ім. Адама Міцкевича (пол. IV Liceum Ogólnokształcące im. Adama Mickiewicza w Warszawie). Потім навчався в Академії образотворчих мистецтв. Навчаючись, потрапив під художнє наставництво Артура Нахт-Самборського. 1969 року закінчив з відзнакою факультет живопису та графіки. Ще до отримання диплома демонстрував свої роботи на варшавських виставках у Таргувеку 1963 р. (спільнота XYZ) та в студентському клубі «Hybrydy» 1965 р. Крім того, його картини експонувалися, серед інших, на виставці живопису в Рорбасі, Швейцарія, поблизу Цюріха (1987), на V Фестивалі сучасного польського живопису в Щецині (1970) та Варшавському мистецькому ярмарку «Warexpo», що був організований у Королівському замку (1975).
Бувши здібним піаністом, паралельно з навчанням займався музикою. У 1966—1969 рр. був лідером створеного ним при університеті джазового тріо. Виступав на джазових фестивалях «Jazz Jamboree» та «Jazz nad Odrą». Грав у студентських клубах, на чолі з Гібридами. Також брав участь у різних святкових концертах. Наприклад, під час «Польсько-скандинавського тижня культури», який проводився 1964 року в Гельсінках, Тампере та Турку. Зі своїм гуртом він акомпанував співакам, серед яких: Моніка Зеттерлунд і Пьотр Щепанік. Під час наступного «Польсько-скандинавського тижня культури», який проводився в Осло 1967 року, виступав разом з Влодзімєжем Нагорним і Здзіславою Сосніцькою. 2019 року грав на клавішних як гість Центрального клубу студентів «Stodoła» при Варшавському політехнічному університеті. Інколи писав пісні (наприклад, Ciocia Łucja, Makay, Trambambula, C-Blues), які потім були записані на студії Польського Радіо. Також створив музичні ілюстрації до ряду епізодів Польської кінохроніки та інших короткометражних фільмів.
1971 року став дизайнером поштових марок. Його дебютом стала серія з трьох марок, випущених Польською поштою під назвою «Польська авіація у захисній війні 1939 року». Його здобутки у філателії вражають: він створив понад 300 поштових марок, конвертів першого дня (FDC) і штемпелів.

### Риболовля
Впродовж десятиліть захоплюється риболовлею та природою. Ловить рибу спортивно – за принципом «зловив і відпустив». Це хобі сприяло майже 25-річній співпраці з найстарішим польським риболовним журналом «Wiadomości Wędkarskie», де він працював редактором та ілюстратором. Також співпрацює зі швейцарським журналом «Petri-Heil», який публікує його ілюстрації риб та водного середовища. У рамках свого хобі та професійної графіки створив дизайн обкладинки каталогу для компанії Konger, що виробляє риболовне обладнання, а також графічне оформлення наклейок для котушок з риболовними жилками.

## Творчість

### Листівки
- «Прісноводні риби» (пол. Ryby słodkowodne), ч. I—IV (альбоми з дев'ятьма листівками), вид. KAW, 1984

### Поштові марки
- «Польська авіація у війні 1939 року» (пол. Lotnictwo polskie w wojnie obronnej 1939 r.) (серія), 1971
- «Квіти у творчості Станіслава Виспянського» (пол. Kwiaty w twórczości Stanisława Wyspiańskiego) (серія), 1974
- «50 років першої польської авіапоштової марки» (пол. 50 lat pierwszego polskiego znaczka lotniczego) (серія), 1975
- «Сучасна авіація» (пол. Lotnictwo współczesne) (серія) та конверти FDC, 1976—1978
- «Національні парки» (пол. Parki Narodowe) (серія) та конверти FDC, 1976
- «Польський Червоний Хрест» (пол. Polski Czerwony Krzyż) та конверт FDC, 1977
- «Архітектурні пам'ятки» (пол. Zabytki architektury) (серія) та конверти FDC, 1977
- «Польська авіація» (пол. Lotnictwo polskie) (серія) та конверти FDC, 1978
- «Перший поляк у космосі • „Інтеркосмос 78“» (пол. Pierwszy Polak w kosmosie • «Interkosmos 78») (серія) та конверти FDC, 1978
- «Шедеври мистецтва» (пол. Arcydzieła sztuki) та конверт FDC, 1978
- «Охорона навколишнього середовища • 100-річчя Польського рибальського товариства» (пол. Ochrona środowiska • 100-lecie PZW) (серія) та конверти FDC, 1979
- «Шедеври мистецтва • Скульптура „Мир“» (пол. Arcydzieła sztuki • Rzeźba «Pokój») та конверт FDC, 1979
- «Тадеуш Костюшко • Пам'ятник у Філадельфії» (пол. Tadeusz Kościuszko • Pomnik w Filadelfii) та конверт FDC, 1979
- «XXXV-річчя ПНР – XIII Загальнонаціональна філателістична виставка • Катовіце '79» (пол. XXXV–lecie PRL – XIII Ogólnopolska Wystawa Filatelistyczna • Katowice '79) (серія) та конверт FDC, 1979
- «Казимир Пуласький • Пам'ятник у Буффало» (пол. Kazimierz Pułaski • Pomnik w Buffalo) та конверт FDC, 1979
- «XIII Зимові Олімпійські ігри – Лейк-Плесід 1980 • XXII Літні Олімпійські ігри – Москва 1980» (пол. XIII Zimowe Igrzyska Olimpijskie – Lake Placid 1980 • Igrzyska XXII Olimpijskie – Moskwa 1980) (серія) та конверти FDC, 1980
- «В. І. Ленін – 110-та річниця з дня народження» (пол. W. I. Lenin – 110 rocznica urodzin) та конверт FDC, 1980
- «Лікарські рослини» (пол. Rośliny lecznicze) (серія) та конверти FDC, 1980
- «Модельний спорт» (пол. Sport modelarski) (серія) та конверти FDC, 1981
- «200 років Старого театру • Краків» (пол. 200 lat Teatru Starego • Kraków) (серія) та конверти FDC, 1981
- «Перемоги Польщі у Challenge 1932, 1934» (пол. Zwycięstwa Polski w Challenge 1932, 1934) (серія) та конверти FDC, 1982
- «Міжнародна філателістична виставка „Filexfrance '82“ • Париж» (пол. Międzynarodowa Wystawa Filatelistyczna „Filexfrance '82” • Paryż) та конверт FDC, 1982
- «Пам'ятники польської картографії» (пол. Pomniki polskiej kartografii) (серія) та конверти FDC, 1982
- «60-річчя Польської боксерської асоціації» (пол. 60-lecie Polskiego Związku Bokserskiego) та конверт FDC, 1983
- «XXIII Літні Олімпійські ігри • Лос-Анджелес 1984» (пол. Igrzyska XXIII Olimpiady • Los Angeles 1984) (серія) та конверти FDC, 1984
- «Охоронювані хутрові тварини» (пол. Chronione zwierzęta futerkowe) (серія) та конверти FDC, 1984
- «Польська Балтійська навігація – пороми» (пол. Polska Żegluga Bałtycka – Promy) (серія) та конверти FDC, 1986
- «Успіхи польських спортсменів • 1985» (пол. Sukcesy  polskich sportowców • 1985) (серія) та конверти FDC, 1986
- «Старі автомобілі та мотоцикли» (пол. Stare samochody i motocykle) (серія) та конверти FDC, 1987
- «Ян Гевелій 1611—1687» (пол. Jan Heweliusz 1611–1687) (серія) та конверти FDC, 1987
- «Всесвітня філателістична виставка • „Фінляндія '88“» (пол. Światowa Wystawa Filatelistyczna • Finlandia 88) та конверт FDC, 1988
- «Спорт» (пол. Sport) (серія) та конверти FDC, 1990
- «Равлики та молюски» (пол. Ślimaki i małże) (серія) та конверт FDC, 1990
- «50-та річниця операції „Блискавка“ – „Бісмарк“» (пол. 50. rocznica operacji «Piorun» – «Bismarck») та конверт FDC, 1991
- «Оборона Тобрука» (пол. Obrona Tobruku) та конверт FDC, 1991
- «Польські водоспади» (пол. Wodospady polskie) (серія) та конверти FDC, 1992
- «Акваріумні риби» (пол. Ryby akwaryjne) (серія) та конверти FDC, 1994
- «Чемпіонат світу зі спортивної акробатики • Вроцлав '95» (пол. Mistrzostwa Świata w Akrobatyce Sportowej • Wrocław '95) та конверт FDC, 1995
- «Польські Татри» (пол. Tatry polskie) (серія) та конверти FDC, 1996
- «Різдво» (пол. Boże Narodzenie) (серія) та конверт FDC, 1996
- «Кажани» (пол. Nietoperze) (серія) та конверти FDC, 1997
- «Охорона Балтійського моря» (пол. Ochrona Bałtyku) (серія) та конверти FDC, 1998
- «Водні комахи» (пол. Owady wodne) (серія) та конверти FDC, 1999
- «Польсько-українська співпраця у сфері охорони навколишнього середовища» (пол. Polsko-ukraińska współpraca przygraniczna w dziedzinie ochrony środowiska) (серія) та конверт FDC, 1999
- «Доісторичні тварини – Динозаври» (пол. Zwierzęta prehistoryczne – Dinozaury) (серія) та конверти FDC, 2000
- «10-річчя Радіо Марія» (пол. 10-lecie Radia Maryja) (серія) та конверти FDC, 2001
- «Старовинні паровози» (пол. Zabytkowe parowozy) (серія) та конверти FDC, 2002
- «Птахи» (пол. Ptaki) (серія) та конверти FDC, 2003
- «75-річчя Польських авіаліній LOT» (пол. 75-lecie Polskich Linii Lotniczych LOT) та конверт FDC, 2004
- «Фауна і флора прісноводних водойм» (пол. Fauna i flora akwenów słodkowodnych) (серія) та конверти FDC, 2004
- «Плітники на Дунаї» (пол. Flisacy na Dunajcu) та конверт FDC, 2004
- «Зимові Олімпійські ігри • Турин 2006» (пол. Zimowe Igrzyska Olimpijskie • Turyn 2006) та конверт FDC, 2006
- «Всесвітня виставка породистих собак • Познань 2006» (пол. Światowa Wystawa Psów Rasowych • 2006 Poznań) (серія) та конверт FDC, 2006
- «XXI Зимові Олімпійські ігри „Ванкувер 2010“» (пол. XXI Zimowe Igrzyska Olimpijskie „Vancouver 2010”) та конверт FDC, 2010
- «750 років домініканського монастиря урсулінок у Серадзі» (пол. 750-lecie klasztoru podominikańskiego sióstr urszulanek w Sieradzu) та конверт FDC, 2010
- «Різдво» (пол. Boże Narodzenie) (серія) та конверти FDC, 2010
- «Перший польський науковий супутник» (пол. Pierwszy polski satelita naukowy) та конверт FDC, 2011
- «Хокей на траві» (пол. Hokej na trawie) та конверт FDC, 2011

### Платівка
- LP Polish Jazz • Winners of the Festival «Jazz on the Odra River» (різні виконавці, зокрема Jacek Brodowski Trio у складі: Яцек Бродовський – фортепіано, Мацей Сузін – контрабас, Сергіуш Перковський – ударні; твір: Ciocia Łucja), вид. Polskie Nagrania «Muza», XL 363, 1967

## Narody i wyróżnienia
- Золота медаль на виставці МОК Prix Olympia в Лозанні у 1986 році за «найкрасивішу спортивну марку» – «Фехтування» (каталожний номер 2766) із серії «Ігри XXIII Олімпіади • Лос-Анджелес 1984»[3]
- «Найкрасивіша марка 1984 року» за версією журналу Filatelista – «Ігри XXIII Олімпіади • Лос-Анджелес 1984» (блок № 124)[4]
- Відзнака на 10-й Конференції членів Асоціації урядових виробників поштових марок у Кракові в 2004 році за проєкти марок серії «Старовинні паровози» (2002)[3]
- Перше місце в конкурсі Словацької пошти за найкрасивішу марку 2004 року та нагорода Поштової філателістичної служби Словаччини (2005) за випуск марки «Плітники на Дунаї», створеної спільно зі Словацькою поштою в 2004 році[3]
- «Найкрасивіша марка 2006 року» за версією журналу Filatelista – «Зимові Олімпійські ігри • Турин 2006» (каталожний номер 4077)[5]

## Вшанування
- На знак визнання заслуг митця Польська пошта у 2008 році випустила поштову картку (Cp 1478) із серії Польські дизайнери поштових марок, на якій на знаку оплати вартістю 1,45 zł було зображено його портрет.[6] На картці також розміщено репродукції марок його авторства.